# Висячий льодовик

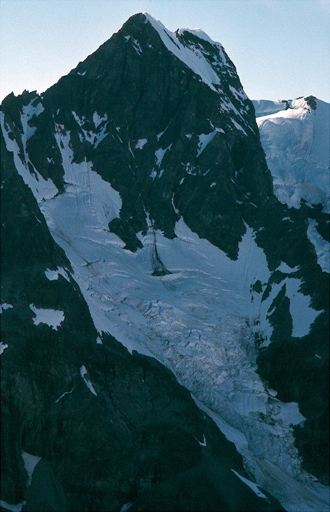
Висячий льодовик на схилах Чугачу, Аляска

Висячий льодовик (англ. cliff glacier, cornice glacier, glacieret, hanging glacier) — невеликий крижаний масив, льодовик, що випливає з фірнового поля, розташований на крутих схилах гір, який не досягає підошви хребта. Не має різко вираженого ложа у вигляді поглиблення, розташовується високо, на злегка увігнутих ділянках схилу. Разом з генетично близькими каровими льодовиками найпоширеніші гірські льодовики. Досить часто утворюють крижані обвали.